# كونراد بايرويثر
كونراد ت. بايرويثر (بالألمانية: Konrad Beyreuther)‏ (من مواليد 14 مايو 1941) هو عالم الأحياء الجزيئي الألماني والكيميائي المعروف عن عمله في الأمراض التنكسية العصبية.

## الحياة
كونراد بايرويثر درس الكيمياء في جامعة لودفيغ ماكسيميليان في ميونخ(LMU). أكمل رسالة الدكتوراه مع أدولف بوتيناندت في معهد ماكس بلانك للكيمياء الحيوية في ميونيخ. بعد ذلك، حتى عام 1978 كان مساعدًا باحثًا في معهد علم الوراثة بجامعة كولونيا في ذلك الوقت، أجرى أبحاثًا أيضًا في جامعة هارفارد و MRC كامبريدج بالمملكة المتحدة. في عام 1975 كان مؤهلاً في علم الوراثة.
كان بايويثر أستاذًا بجامعة كولونيا حتى عام 1987. من عام 1987 إلى عام 2007 كان أستاذاً في مركز البيولوجيا الجزيئية في هايدلبرغ (ZMBH) في جامعة هايدلبرغ، حيث كان مديرًا من عام 1998 إلى عام 2001. منذ يناير 2006، هو المدير المؤسس لشبكة أبحاث الشيخوخة (NAR) في جامعة هايدلبرغ.

## العمل
كونراد بايرويثر هو مكتشف بروتين اميلويد السلائف (APP) كبروتين مصدر محتمل لمرض الزهايمر. تعود أبحاث الزهايمر حول العالم إلى العمل الأصلي لكونراد بايرويثر وزميله كولن إل. ماسترز في الثمانينيات. بالإضافة إلى ذلك، في عام 1988 اكتشف مسببات مرض جنون البقر مع باحثين بريطانيين وهو الآن مخصص لدراسة أسس مرض الزهايمر عند البشر.
في عام 2001، تم تعيين بايرويثر من قِبل وزير الدولة السابق إرفين تويفيل مستشار الدولة الفخري لحماية الحياة والصحة في حكومة الولاية. وكان أيضًا عضوًا في مجلس الوزراء تحت قيادة رئيس الوزراء غونتر أوتينغر كمستشار حكومي لعلوم الحياة. في هذا الدور، نصح بايرويثر مجلس الوزراء من وجهة نظر علمية في مجال علوم الحياة حتى يونيو 2006.

## الجوائز والتكريمات
- 1987: عضو أكاديمية العلوم غوتنغن
- 1988: جائزة روبرت بفلجر للأبحاث
- 1989: جائزة فيلدبرج للتبادل العلمي الأنجلو-ألماني
- 1990: جائزة بوتامكين لأبحاث مرض الزهايمر التابعة للأكاديمية الأمريكية لطب الأعصاب
- 1991: عضو منتخب في أكاديمية هايدلبرغ للعلوم
- 1991: جائزة مؤسسة متروبوليتان لايف 1990 للبحوث الطبية
- 1991: جائزة ماكس بلانك للأبحاث
- 1992: عضو منتخب في الأكاديمية الألمانية للعلوم ليوبولدينا [1]
- 1995: جائزة كلاوس-يواكيم-زولخ لطب الأعصاب
- 1996: دكتوراه فخرية من جامعة كوبيو، فنلندا
- 1997: جائزة الملك فيصل الدولية للطب
- 1997: أستاذ السفر أورلاندو1997، ملبورن، أستراليا
- 2002: جائزة هنري م. ويسنيفسكي لإنجاز العمر في أبحاث مرض الزهايمر
- 2004: صليب الاستحقاق الاتحادي على شريط وسام الاستحقاق لجمهورية ألمانيا الاتحادية
- منذ عام 2006: المدير المؤسس لشبكة أبحاث الشيخوخة (NAR) في جامعة هايدلبرغ
- عضو منتخب في المنظمة الأوروبية لعلم الأحياء الجزيئي (EMBO)
- 2014: وسام الاستحقاق في ولاية بادن فورتمبيرغ

## روابط خارجية
- نصوص عن كونراد بايرويثر في فهرس مكتبة ألمانيا الوطنية
- مختبر كونراد بايرويثر